# Vojan Rus
Vojan Rus, slovenski filozof in publicist, * 2. marec 1924, Gornja Radgona, † 12. avgust 2015, Bled.
Rus se je leta 1941 vljučil v OF, kjer je organiziral mladinske skupine v Ljubljani in na Dolenjskem. Po prihodu iz italijanskega zapora se je 1944 priključil partizanom in bil politični komisar čete in bataljona. Po končani vojni je nadaljeval študij na beograjski FF. Diplomiral je leta 1954 v Beogradu iz filozofije in tam 1960 tudi doktoriral s tezo Istovetnost in razlika v Heglovi in klasični marskistični filozofiji. V letih 1954−1959 je delal na Inštitutu za mednarodno politiko in gospodarstvo, od 1959 pa na Inštitutu za preučevanje delavskega gibanja v Beogradu. Leta 1964 se je zaposlil na ljubljanski Filozofski fakulteti kot docent za etiko, od 1970 je bil redni profesor za filozofsko sistematiko. Ker je imel edini med redno zaposlenimi predavatelji na oddelku doktorat, je bil mentor ostalim, ki ga (še) niso imeli (Frane Jerman, Boris Majer, Božidar Debenjak). Z letom 1993/94 se je upokojil. Bil je aktiven v različnih političnih forumih, sprva v mladinskih, nazadnje je bil (po smrti svojega očeta, enega od ustanoviteljev OF, Josipa Rusa) član predsedstva Republiške konference SZDL Slovenije. 1995 je s svojim sinom Velkom S. Rusom ustanovil društvo T. G. Masaryka za filozofsko antropologijo, etiko ter socialne in humanistične znanosti.
V svojem publicističnem in znanstvenem delu največ ukvarjal s proučevanjem estetike, etike, aksiologije, kalistike, ontologije, filozofske antropologije in marksistične dialektike. Objavljal je tudi prispevke s področja ekonomije, politologije in sociologije. Zgradil je izviren filozofski sistem natemelju teorije zamisli in strukture ustvarjalnosti
S področja svojega znanstvenega delovanja je napisal več knjg in učbenikov. Njegova bibliografija zajema preko 100 del. Bil je imetnik partizanske spomenice 1941.